# Paula Modersohn-Becker

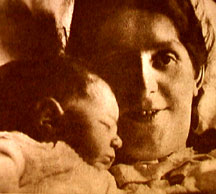
Zdjęcie Pauli z córeczką dzień przed śmiercią z 1907

Paula Modersohn-Becker (ur. 8 lutego 1876 w Dreźnie, zm. 21 listopada 1907 w Worpswede) – niemiecka malarka; prekursorka ekspresjonizmu. Pierwsza znana artystka, która namalowała swój nagi akt-autoportret.

## Życiorys
Paula Becker urodziła się 8 lutego 1876 roku w Dreźnie w rodzinie Carla Woldemara Beckera (1841–1901) inżyniera kolejnictwa i Mathilde z domu von Bültzingslöwen (1852 –1926). Była trzecim dzieckiem z siedmiorga rodzeństwa.
Jej rodzice pochodzili z inteligenckich rodzin i także starali się o wykształcenie dla swoich dzieci. Paula brała prywatne lekcje malarstwa w Bremie. W latach 1893–1895, z inicjatywy ojca, ukończyła studia nauczycielskie. Po złożeniu egzaminu na nauczycielkę, podjęła studia malarstwa w Berlinie, następnie uczyła się u Otto Modersohna (1865–1943) w kolonii artystycznej Worpswede i w Paryżu w  szkołach Akademii Colarossiego i Ecole des Beaux-Arts.
Przyjaźniła się z rzeźbiarką Clarą Westhoff (1875–1954), żoną poety Rainera Marii Rilkego (1875–1926), których wielokrotnie malowała oraz z niemieckim rzeźbiarzem Bernhardem Hoetgerem (1874–1949).  Od 1899 mieszkała w artystycznej kolonii w Worpswede
W 1901 roku Becker poślubiła swojego nauczyciela Otto Modersohna, po śmierci jego pierwszej żony Heleny; została też macochą dwuletnej Elsbeth Modersohn (1898–1984) z pierwszego małżeństwa. W latach 1905–1906 przebywała ponownie w Paryżu. W 1907 roku wróciła z Modersohnem do Worpswede.
2 listopada 1907 roku urodziła córkę Mathilde (1907–1998), po czym po 18 dniach zmarła na skutek nagłego zatoru.

## Twórczość
Inspiracją dla jej twórczości były obrazy Arnolda Böcklina, ale przede wszystkim dzieła francuskich malarzy Paula Cézanne'a (1839–1906) i Paula Gauguina (1848–1903). Jej styl charakteryzowały mocne ciemne barwy, a przedstawiane postaci, martwe natury i pejzaże miały proste formy i ostro zarysowane kontury. Po nieudanej wystawie indywidualnej w Kunsthalle Bremen w 1899 roku, wycofała się z życia publicznego i pracowała w zaciszu domowym. Uznanie przyszło dopiero po jej przedwczesnej śmierci – Becker uznawana jest za prekursorkę ekspresjonizmu.
Przed śmiercią westchnęła podobno „Jaka szkoda”. Nie zobaczyła narodzin kubizmu, nie doczekała się własnej wystawy. Od najmłodszych lat chciała „stać się kimś”, „nareszcie coś osiągnąć”. Jako pierwsza kobieta namalowała siebie nago. Kładzie rękę na brzuchu i ciekawie wygląda z obrazu. W swojej sztuce osiągnęła spełnienie.

### Dzieła
- Autoportret z gałązką kamelii (1895, Muzeum Folkwang)

## Galeria

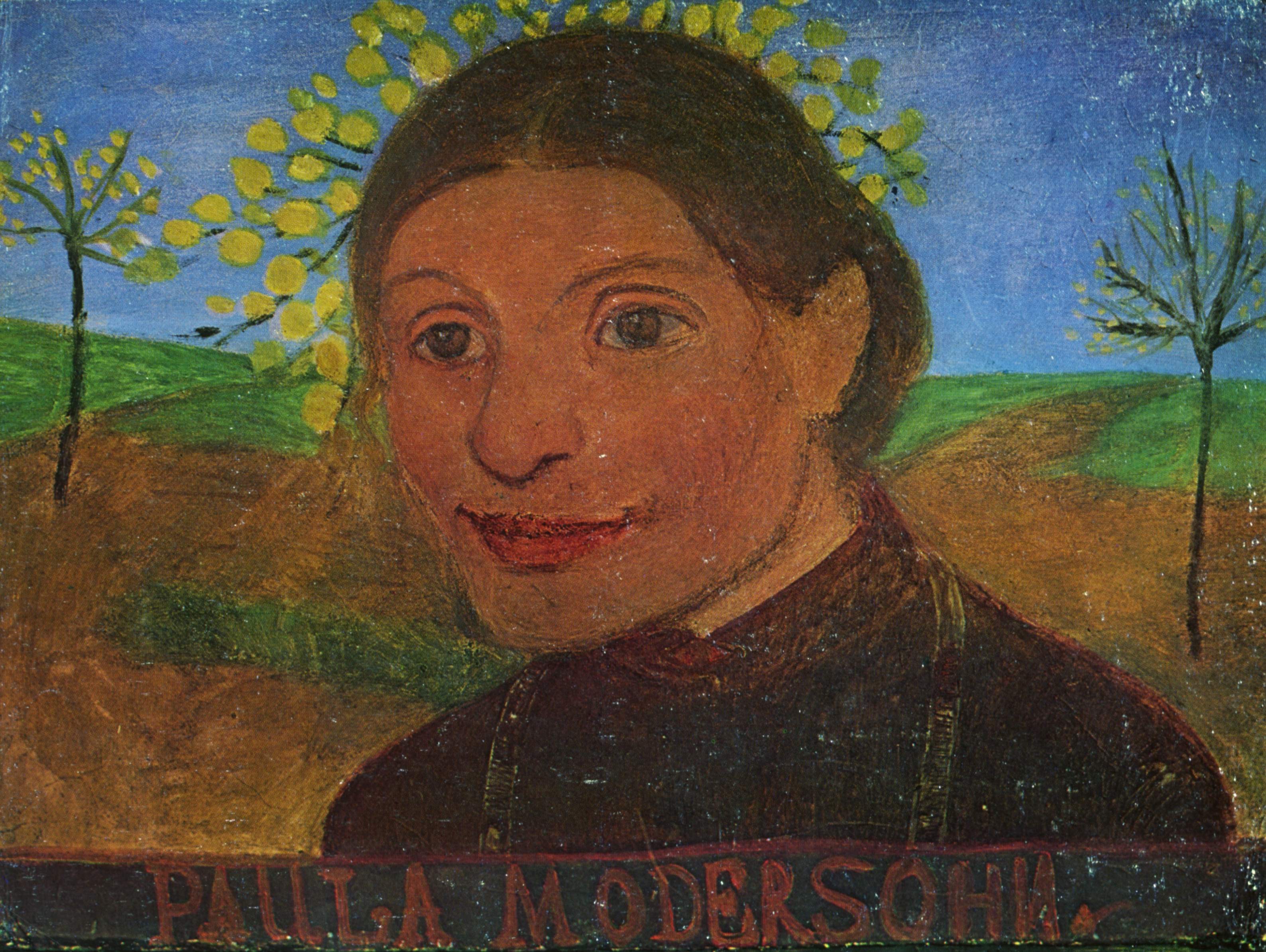
Autoportret (1902)
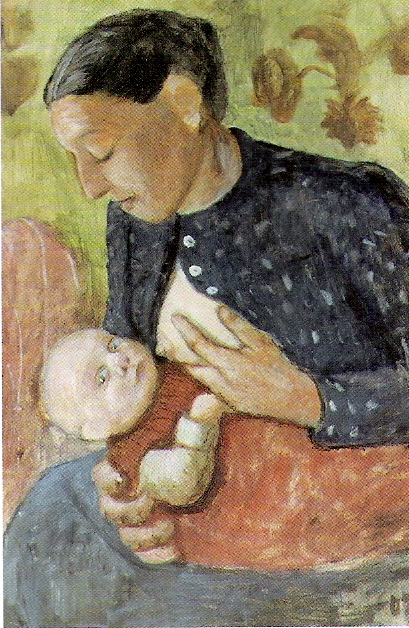
Matka karmiąca (1902)
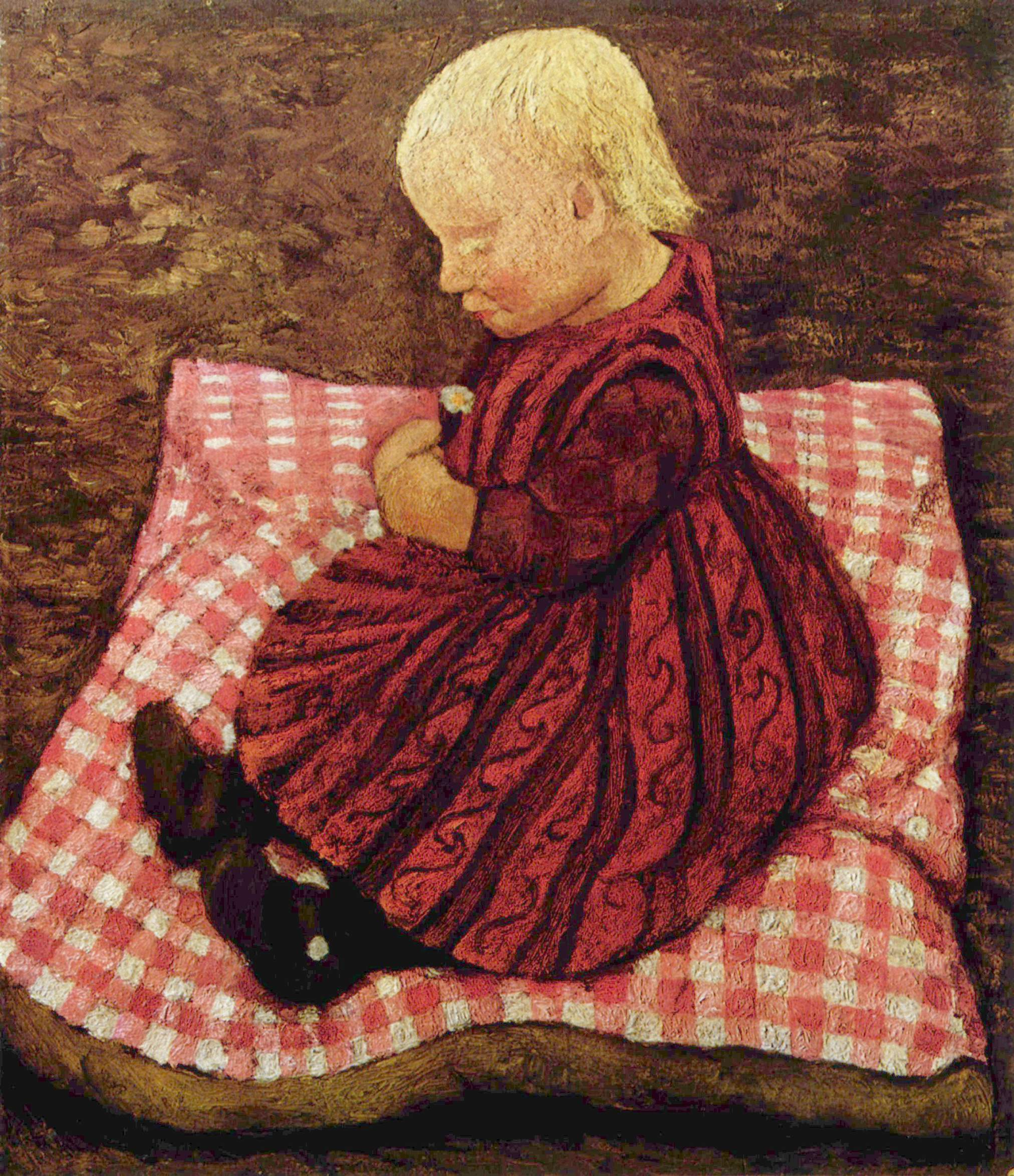
Dziecko na poduszce (ok. 1904)
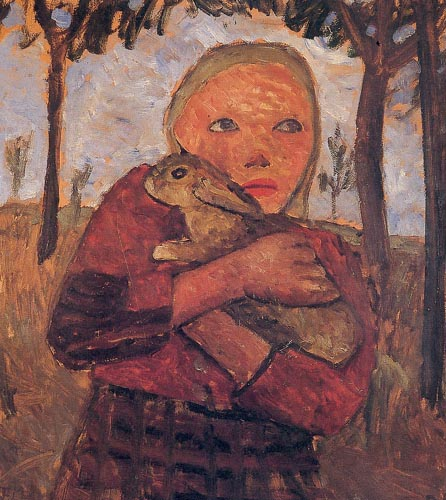
Dziewczyna z królikiem (1905)
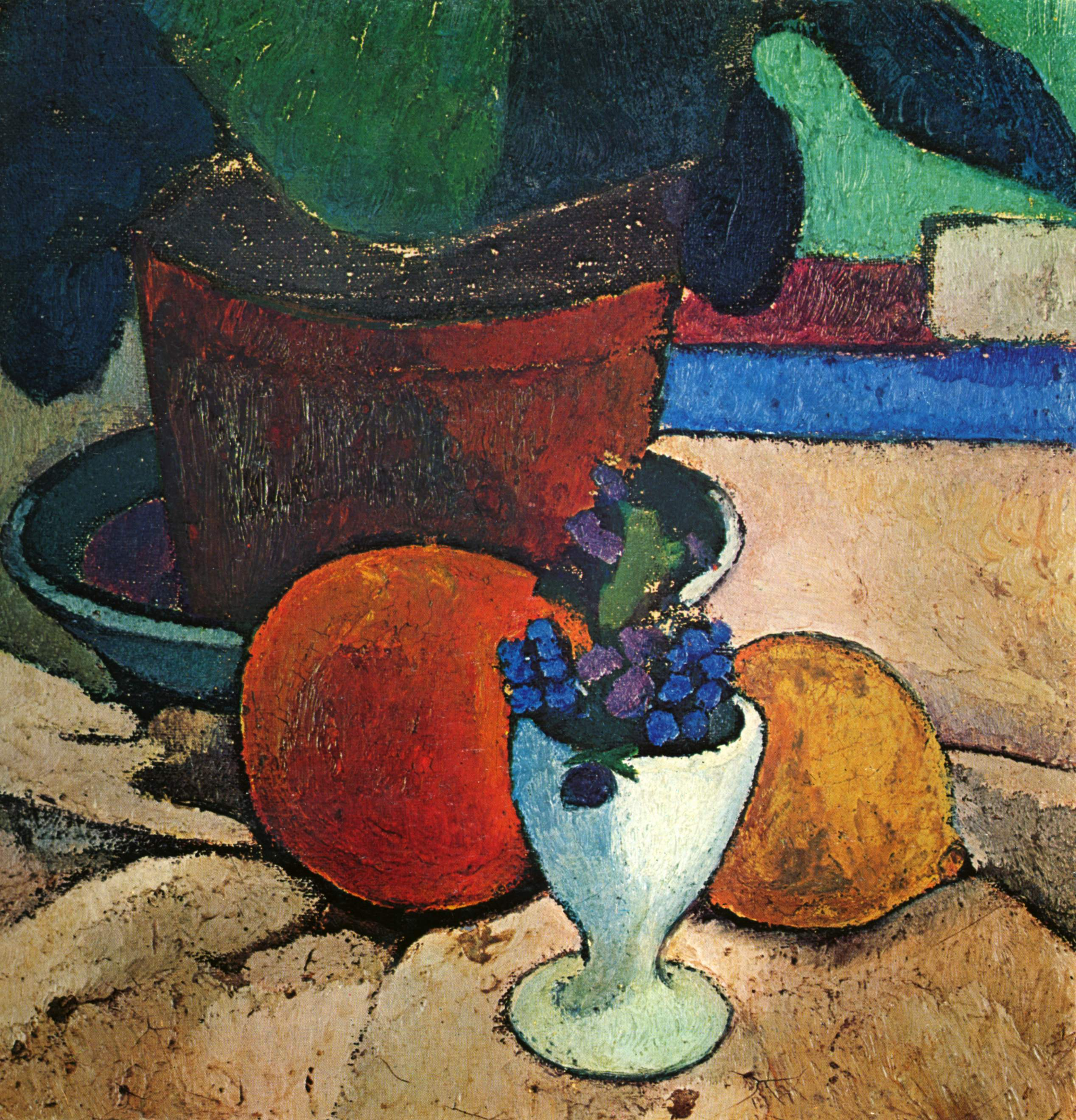
Martwa natura (1906)
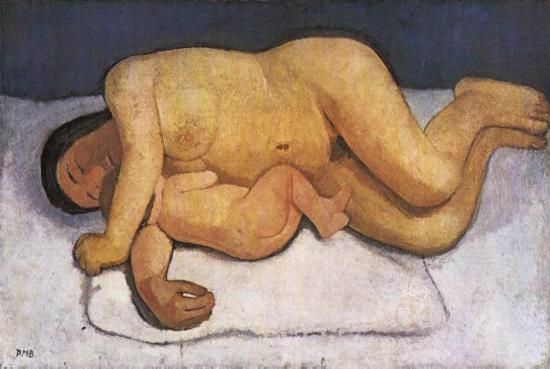
Spoczywająca kobieta z dzieckiem
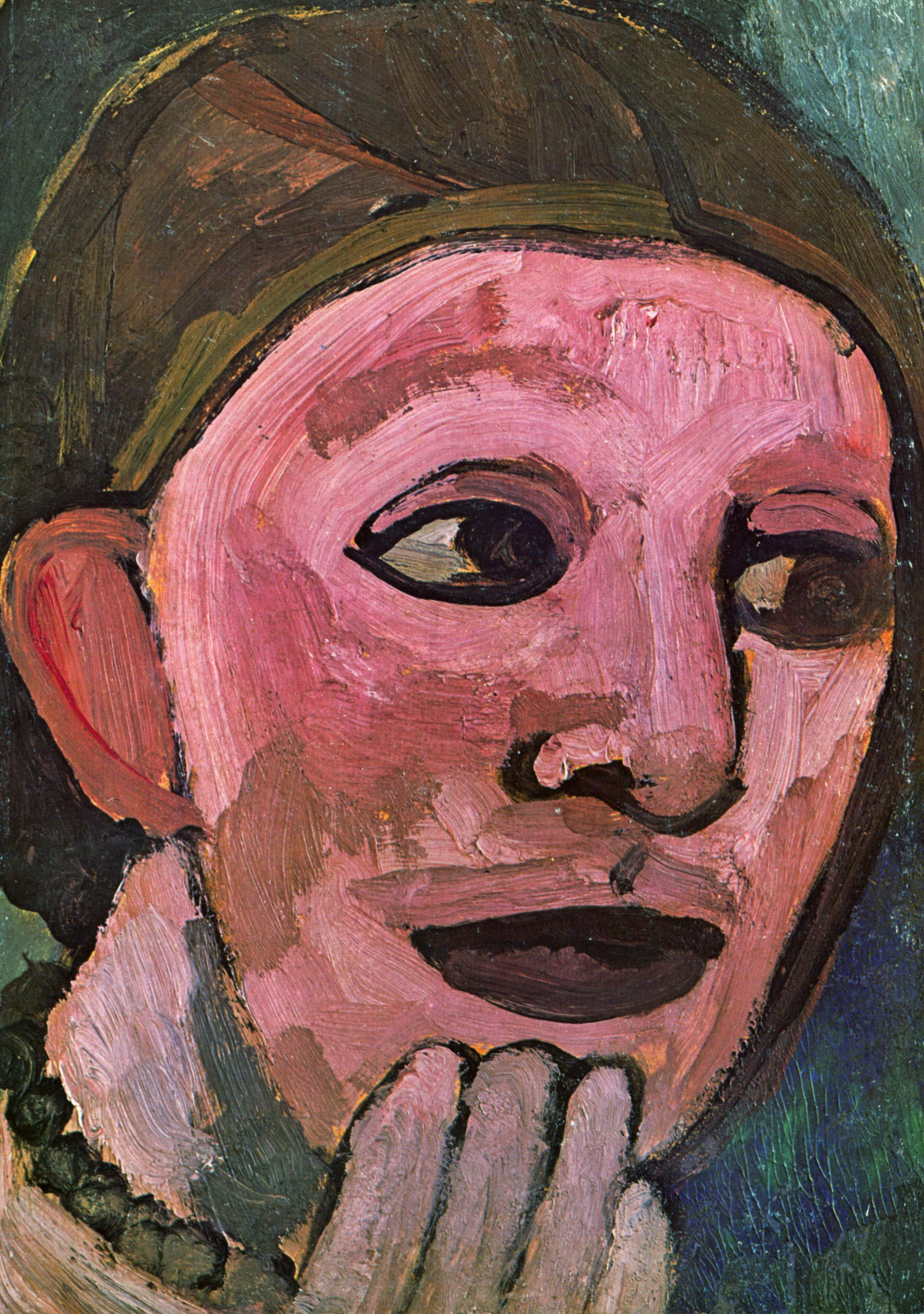
Autoportret (1907)
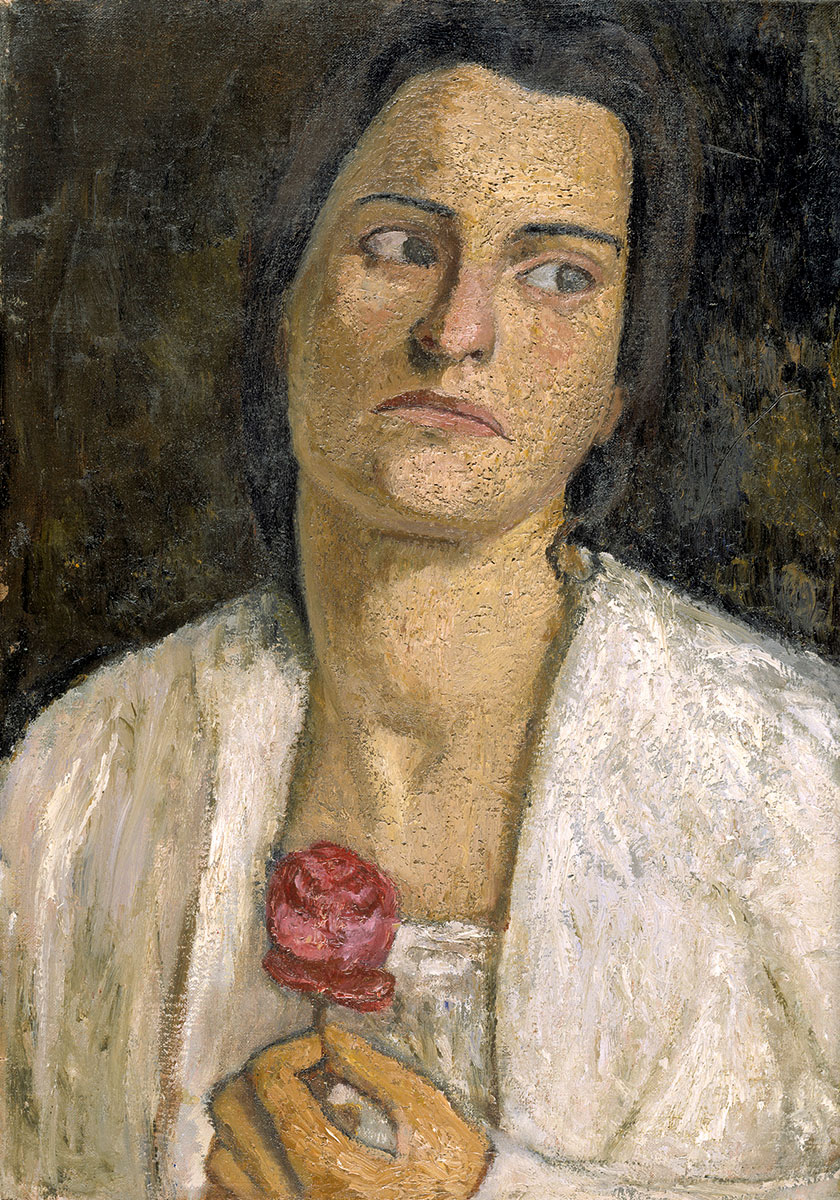
Portret Clary Westhoff-Rilke (1905)
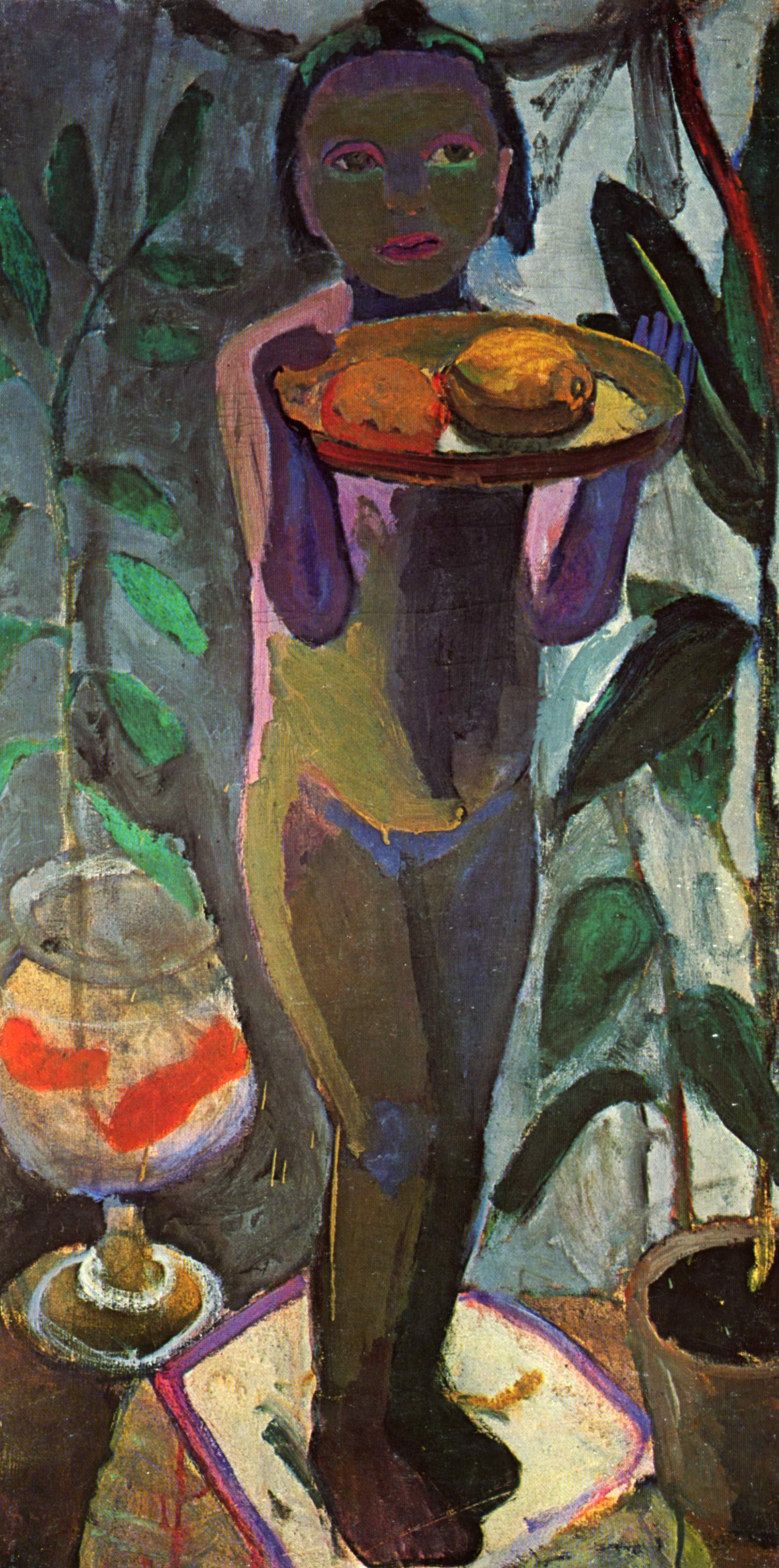
Akt dziecięcy z akwarium ze złotymi rybkami (1907)
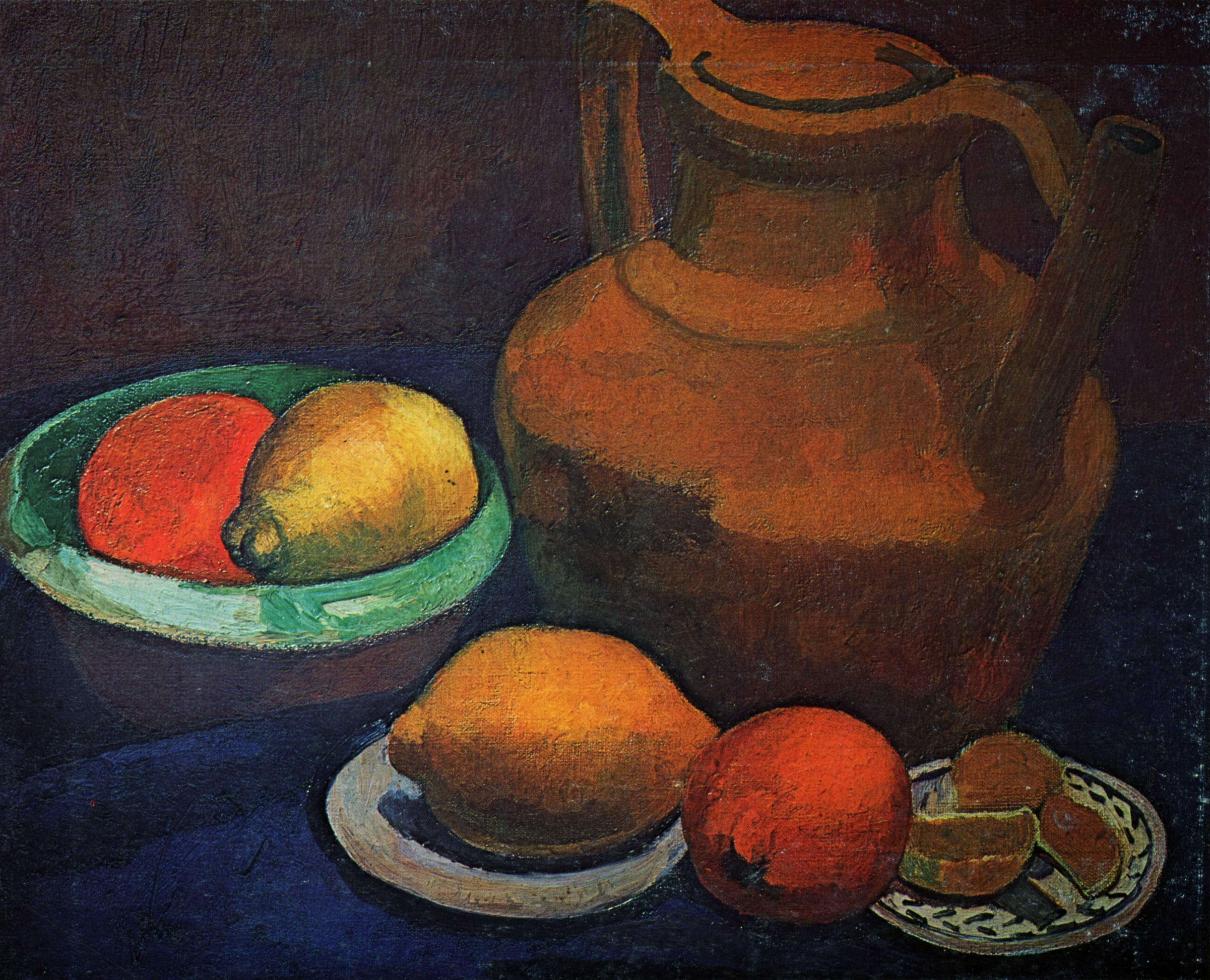
Martwa natura z glinianym dzbanem (1907)
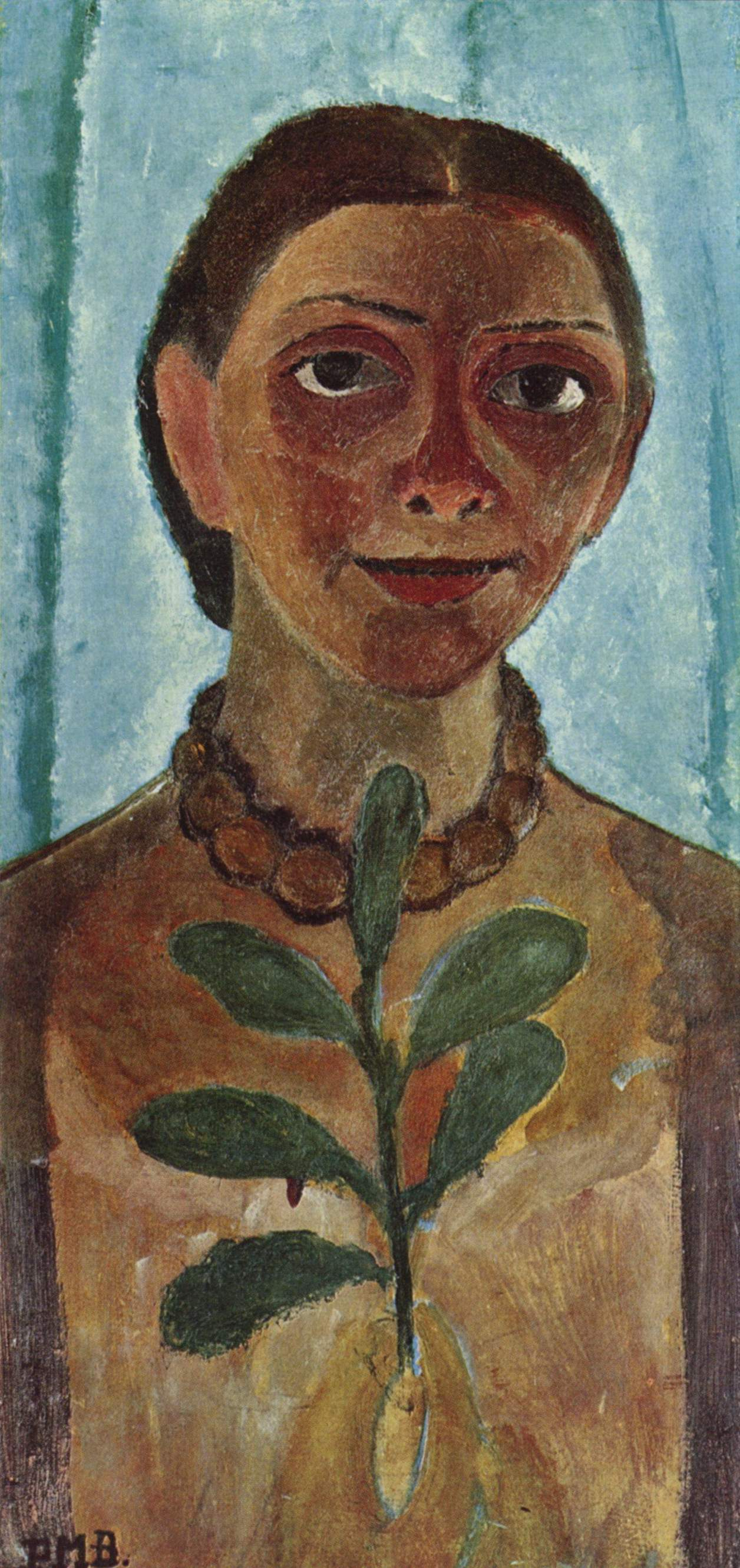
Camilla Branch (Autoportret) (1907)
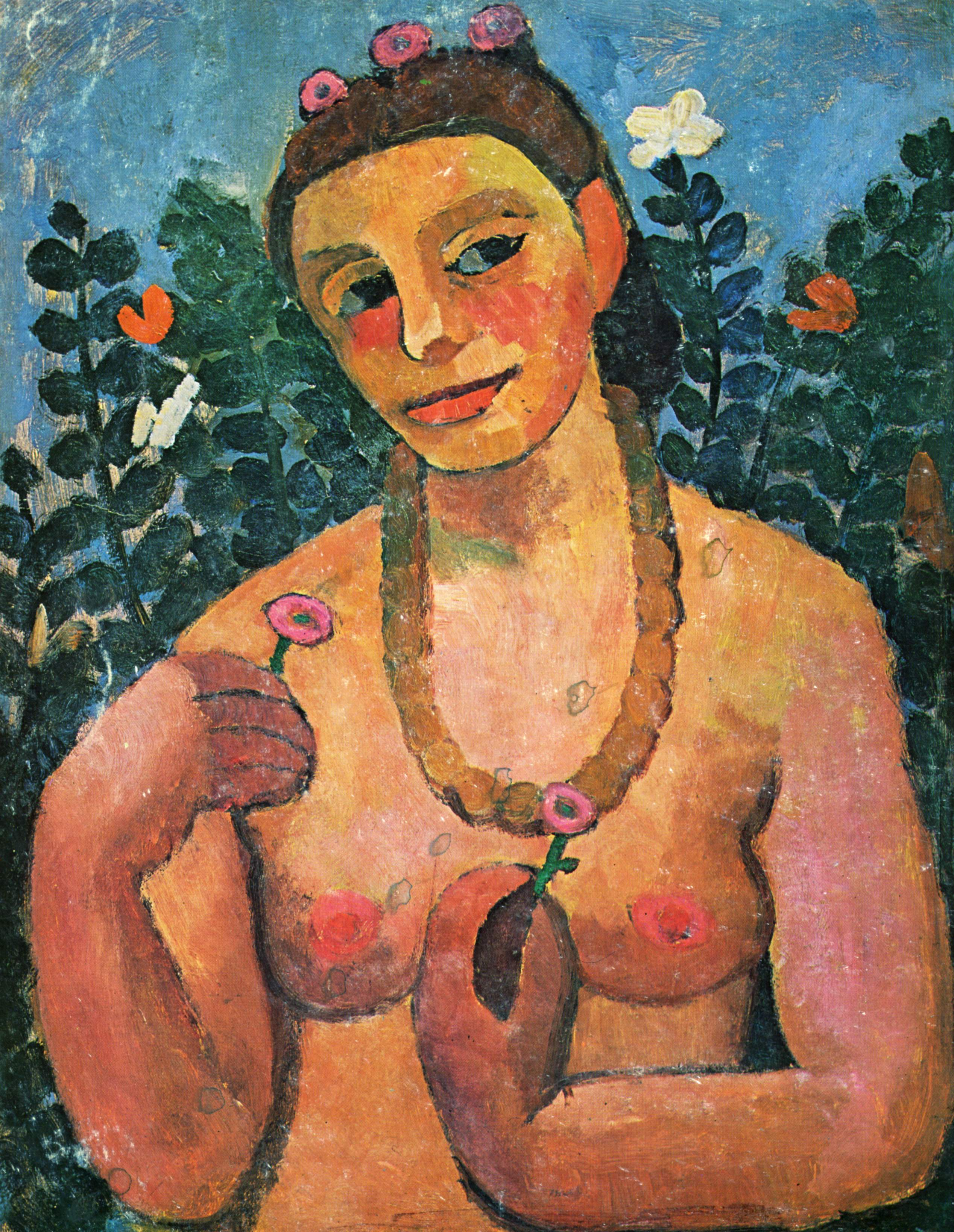
Autoportret (Akt z bursztynowym naszyjnikiem i kwiatami II) (1906)
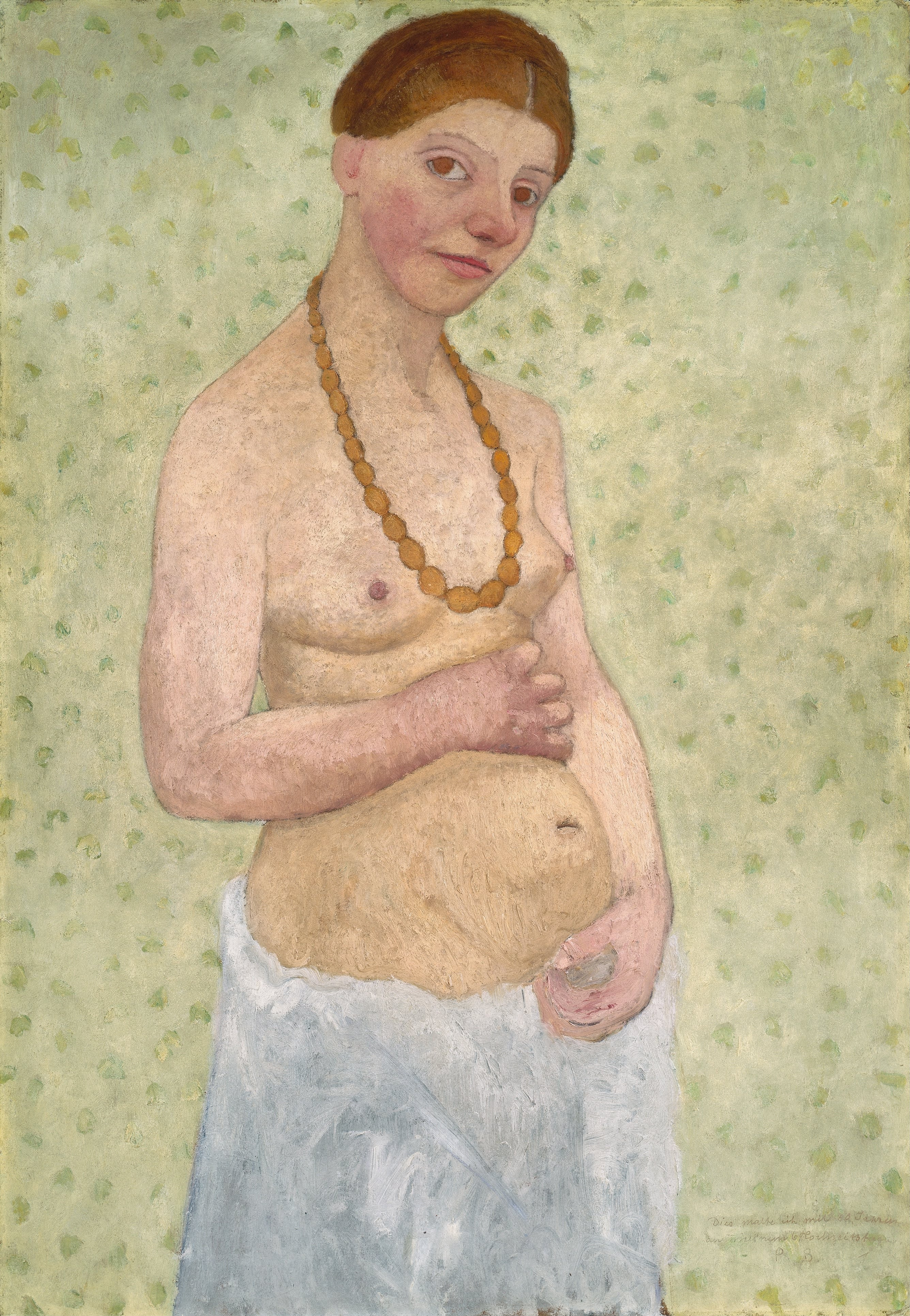
Autoportret w 6. rocznicę ślubu (1906)
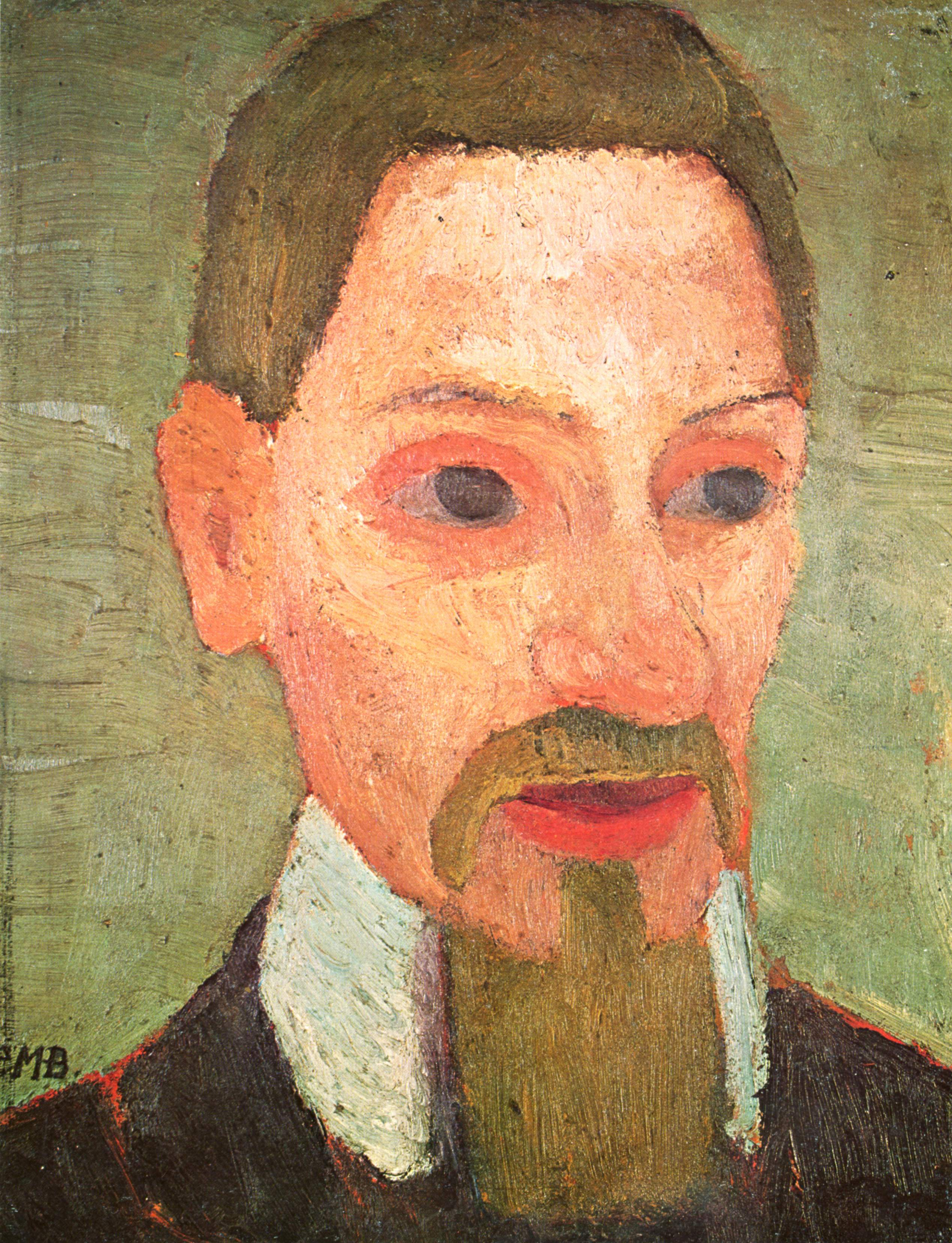
Portret Rainera Marii Rilkego (1906)
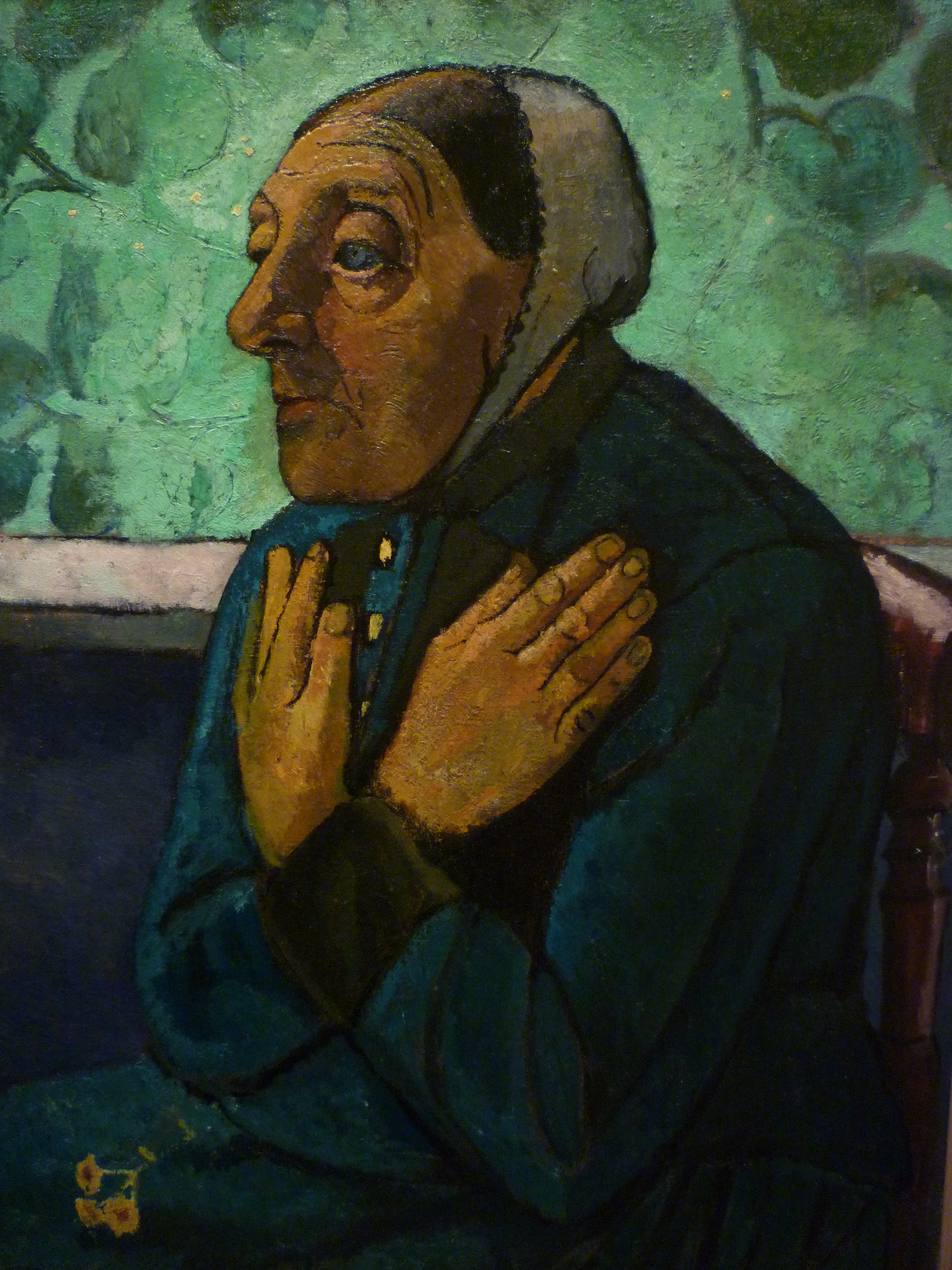
Modląca się stara wiejska kobieta (ok. 1905)
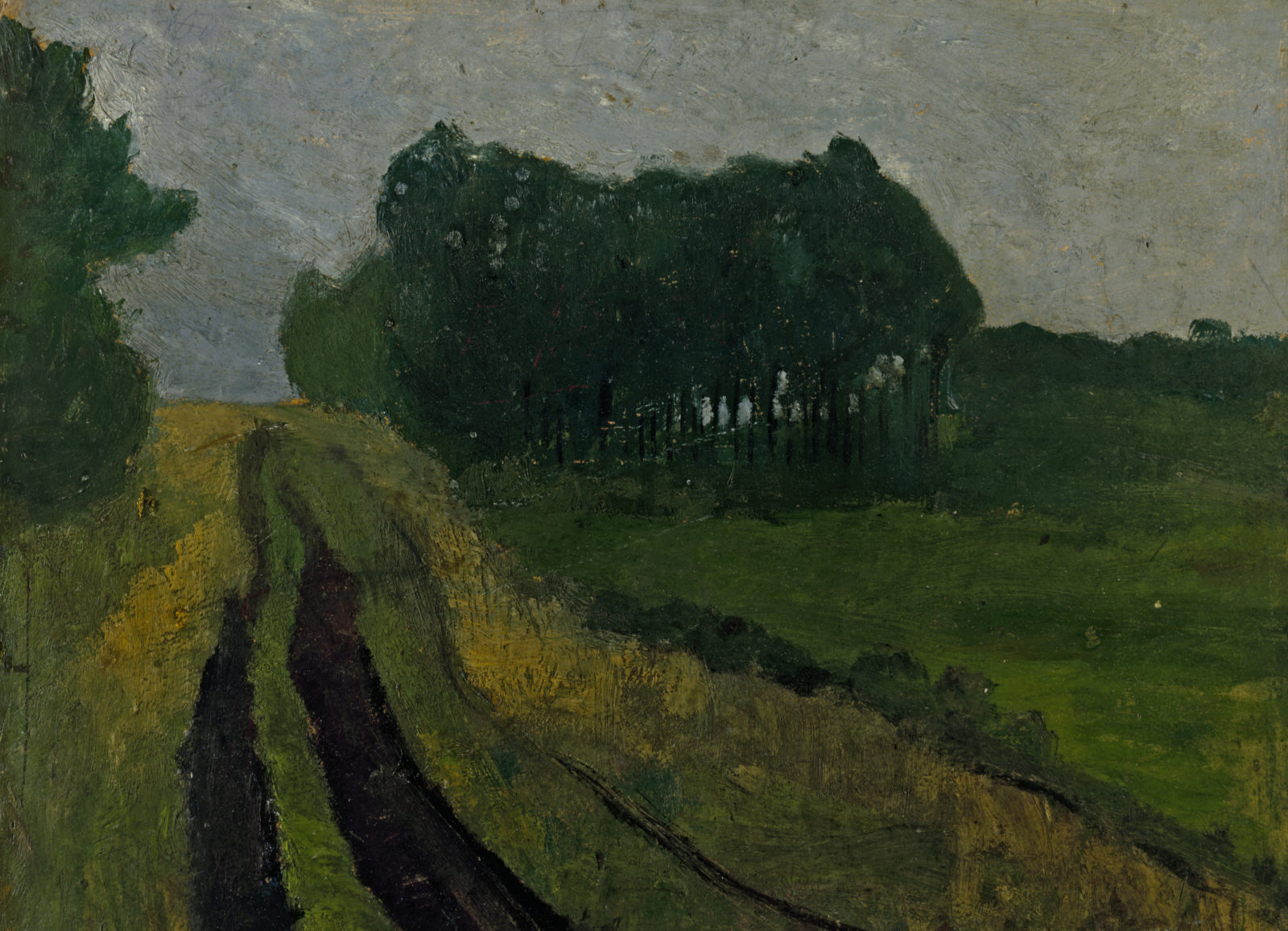
Wieczorny krajobraz, (1904)
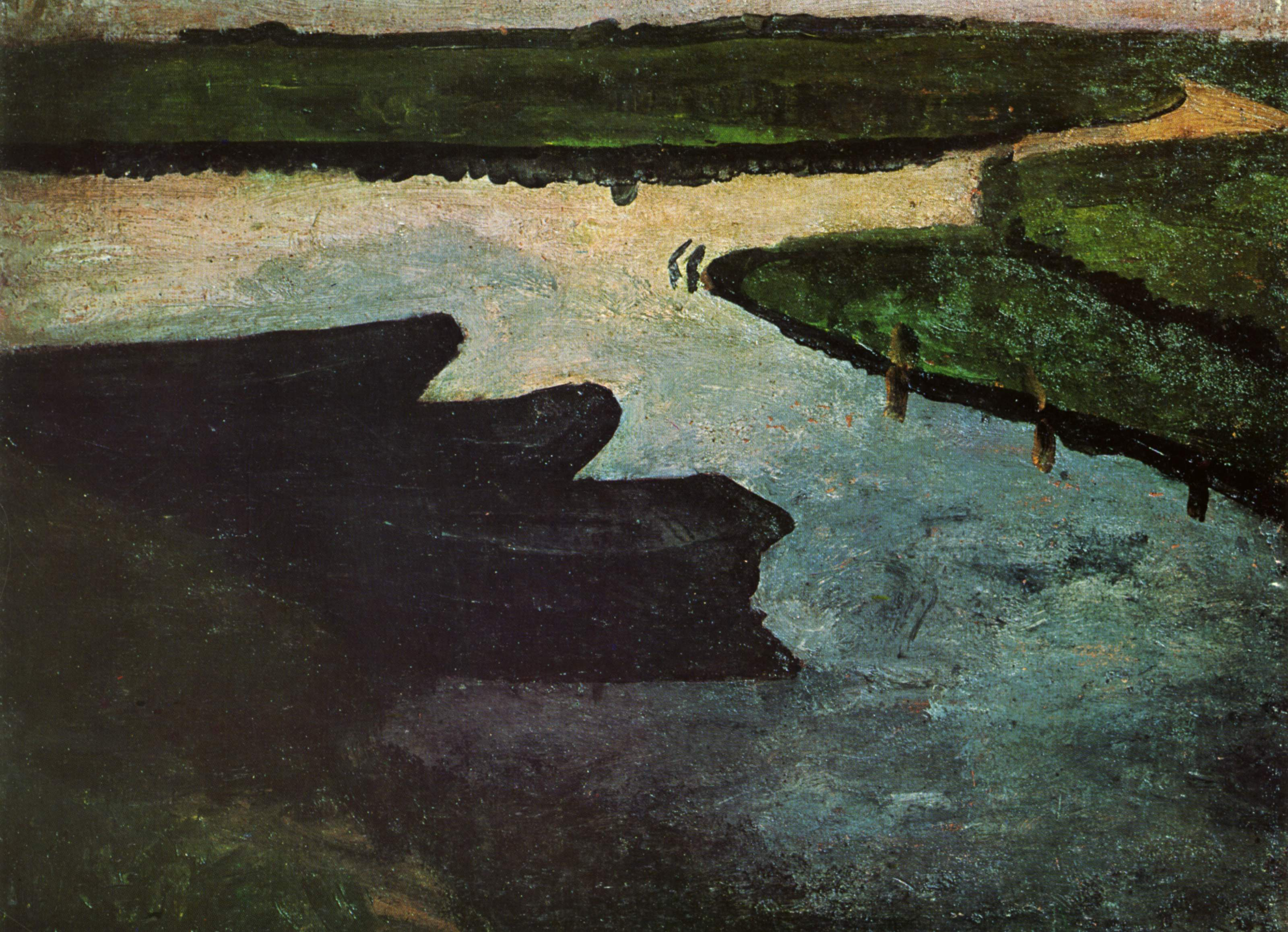
Kanał przy torfowisku z barkami (1900)
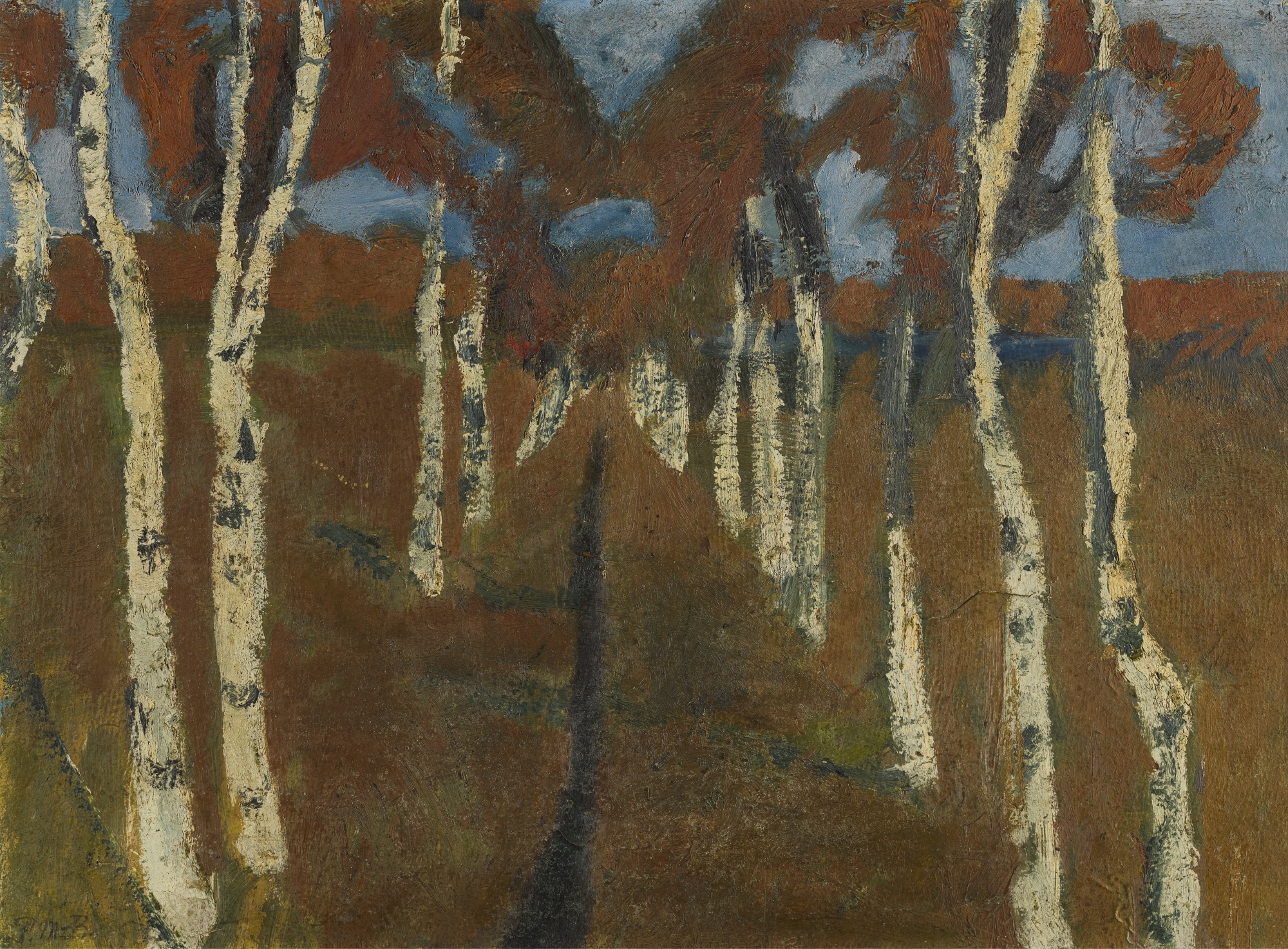
Ścieżka wśród brzóz (ok. 1899)
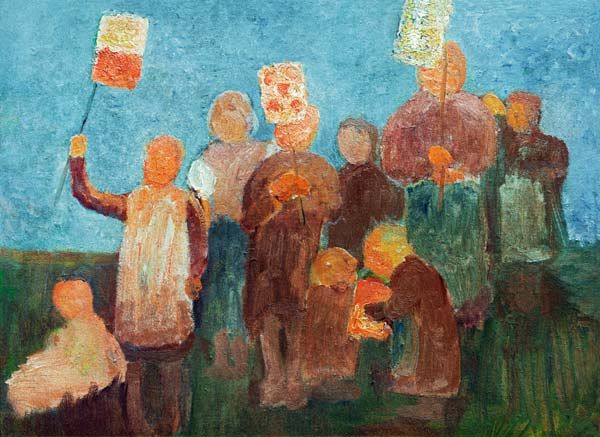
Dzieci z latarniami
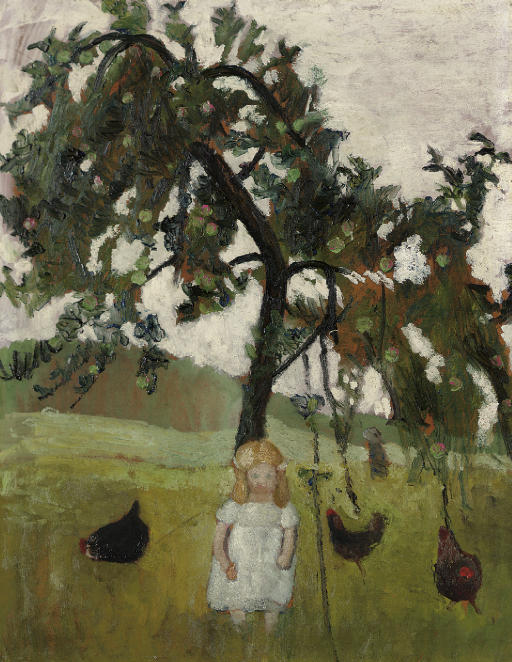
Elsbeth z kurczakami pod jabłonią